# Megachile wyomingensis
Megachile wyomingensis är en biart som beskrevs av Mitchell 1934. Megachile wyomingensis ingår i släktet tapetserarbin, och familjen buksamlarbin. Inga underarter finns listade i Catalogue of Life.